# Gran Premio de Portugal de Motociclismo de 2009
El Gran Premio de Portugal de Motociclismo de 2009 (oficialmente: bwin.com Grande Prémio de Portugal Circuito Estoril) fue la decimocuarta prueba del Campeonato del Mundo de Motociclismo de 2009. Tuvo lugar en el fin de semana del 2 al 4 de octubre de 2009 en el Autódromo do Estoril en Estoril, Portugal.
La carrera de MotoGP fue ganada por Jorge Lorenzo, seguido de Casey Stoner y Dani Pedrosa. Marco Simoncelli ganó la prueba de 250 cc, por delante de Mike Di Meglio y Héctor Barberá. La carrera de 125 cc fue ganada por Pol Espargaro, Sandro Cortese fue segundo y Bradley Smith tercero.

## Resultados

### Resultados MotoGP
| Pos.    | N.º | Piloto           | Constructor | Vueltas | Tiempo    | Parrilla | Pts. |
| ------- | --- | ---------------- | ----------- | ------- | --------- | -------- | ---- |
| 1       | 99  | Jorge Lorenzo    | Yamaha      | 28      | 45:35.522 | 1        | 25   |
| 2       | 27  | Casey Stoner     | Ducati      | 28      | +6.294    | 3        | 20   |
| 3       | 3   | Dani Pedrosa     | Honda       | 28      | +9.889    | 4        | 16   |
| 4       | 46  | Valentino Rossi  | Yamaha      | 28      | +23.428   | 2        | 13   |
| 5       | 5   | Colin Edwards    | Yamaha      | 28      | +32.652   | 5        | 11   |
| 6       | 24  | Toni Elias       | Honda       | 28      | +35.709   | 13       | 10   |
| 7       | 4   | Andrea Dovizioso | Honda       | 28      | +35.723   | 8        | 9    |
| 8       | 69  | Nicky Hayden     | Ducati      | 28      | +38.830   | 9        | 8    |
| 9       | 52  | James Toseland   | Yamaha      | 28      | +44.093   | 12       | 7    |
| 10      | 7   | Chris Vermeulen  | Suzuki      | 28      | +52.863   | 15       | 6    |
| 11      | 14  | Randy de Puniet  | Honda       | 28      | +55.698   | 6        | 5    |
| 12      | 33  | Marco Melandri   | Kawasaki    | 28      | +1:04.515 | 16       | 4    |
| 13      | 88  | Niccolò Canepa   | Ducati      | 28      | +1:04.538 | 14       | 3    |
| 14      | 41  | Gábor Talmácsi   | Honda       | 28      | +1:27.299 | 17       | 2    |
| Ret     | 65  | Loris Capirossi  | Suzuki      | 20      | Retirado  | 7        |      |
| Ret     | 15  | Alex de Angelis  | Honda       | 8       | Retirado  | 11       |      |
| Ret     | 36  | Mika Kallio      | Ducati      | 5       | Caída     | 10       |      |
| Fuente: |     |                  |             |         |           |          |      |

### Resultados 250cc
| Pos.      | N.º | Piloto              | Constructor | Vueltas | Tiempo    | Parrilla | Pts. |
| --------- | --- | ------------------- | ----------- | ------- | --------- | -------- | ---- |
| 1         | 58  | Marco Simoncelli    | Gilera      | 26      | 44:04.298 | 3        | 25   |
| 2         | 63  | Mike Di Meglio      | Aprilia     | 26      | +5.317    | 10       | 20   |
| 3         | 40  | Héctor Barberá      | Aprilia     | 26      | +5.317    | 1        | 16   |
| 4         | 4   | Hiroshi Aoyama      | Honda       | 26      | +12.024   | 4        | 13   |
| 5         | 16  | Jules Cluzel        | Aprilia     | 26      | +14.349   | 9        | 11   |
| 6         | 14  | Ratthapark Wilairot | Honda       | 26      | +18.256   | 8        | 10   |
| 7         | 12  | Thomas Lüthi        | Aprilia     | 26      | +27.631   | 13       | 9    |
| 8         | 75  | Mattia Pasini       | Aprilia     | 26      | +34.667   | 7        | 8    |
| 9         | 6   | Alex Debón          | Aprilia     | 26      | +45.410   | 5        | 7    |
| 10        | 17  | Karel Abraham       | Aprilia     | 26      | +45.891   | 12       | 6    |
| 11        | 52  | Lukáš Pešek         | Aprilia     | 26      | +46.204   | 18       | 5    |
| 12        | 73  | Shuhei Aoyama       | Honda       | 26      | +57.641   | 15       | 4    |
| 13        | 53  | Valentin Debise     | Honda       | 26      | +1:21.309 | 19       | 3    |
| 14        | 25  | Alex Baldolini      | Aprilia     | 26      | +1:35.277 | 16       | 2    |
| 15        | 7   | Axel Pons           | Aprilia     | 25      | +1 vuelta | 20       | 1    |
| 16        | 11  | Balázs Németh       | Aprilia     | 25      | +1 vuelta | 21       |      |
| 17        | 8   | Bastien Chesaux     | Aprilia     | 25      | +1 vuelta | 23       |      |
| 18        | 10  | Imre Tóth           | Aprilia     | 25      | +1 vuelta | 25       |      |
| 19        | 88  | Christopher Moretti | Aprilia     | 24      | +2 vuelta | 24       |      |
| Ret       | 56  | Vladimir Leonov     | Aprilia     | 24      | Caída     | 22       |      |
| Ret       | 48  | Shoya Tomizawa      | Honda       | 12      | Caída     | 17       |      |
| Ret       | 15  | Roberto Locatelli   | Gilera      | 9       | Caída     | 14       |      |
| Ret       | 35  | Raffaele De Rosa    | Honda       | 7       | Retirado  | 6        |      |
| Ret       | 19  | Álvaro Bautista     | Aprilia     | 4       | Caída     | 2        |      |
| Ret       | 55  | Héctor Faubel       | Honda       | 4       | Caída     | 11       |      |
| Fuente:   |     |                     |             |         |           |          |      |
| Notas: 1. |     |                     |             |         |           |          |      |

### Resultados 125cc
| Pos.    | N.º | Piloto             | Constructor | Vueltas | Tiempo    | Parrilla | Pts. |
| ------- | --- | ------------------ | ----------- | ------- | --------- | -------- | ---- |
| 1       | 44  | Pol Espargaró      | Derbi       | 23      | 41:00.421 | 2        | 25   |
| 2       | 11  | Sandro Cortese     | Derbi       | 23      | +0.394    | 7        | 20   |
| 3       | 38  | Bradley Smith      | Aprilia     | 23      | +0.581    | 3        | 16   |
| 4       | 17  | Stefan Bradl       | Aprilia     | 23      | +11.048   | 5        | 13   |
| 5       | 6   | Joan Olivé         | Derbi       | 23      | +16.830   | 13       | 11   |
| 6       | 33  | Sergio Gadea       | Aprilia     | 23      | +17.170   | 11       | 10   |
| 7       | 12  | Esteve Rabat       | Aprilia     | 23      | +17.300   | 17       | 9    |
| 8       | 77  | Dominique Aegerter | Derbi       | 23      | +17.546   | 15       | 8    |
| 9       | 14  | Johann Zarco       | Aprilia     | 23      | +17.666   | 16       | 7    |
| 10      | 35  | Randy Krummenacher | Aprilia     | 23      | +21.378   | 18       | 6    |
| 11      | 73  | Takaaki Nakagami   | Aprilia     | 23      | +26.312   | 14       | 5    |
| 12      | 60  | Julián Simón       | Aprilia     | 23      | +31.500   | 1        | 4    |
| 13      | 8   | Lorenzo Zanetti    | Aprilia     | 23      | +34.194   | 22       | 3    |
| 14      | 94  | Jonas Folger       | Aprilia     | 23      | +35.023   | 19       | 2    |
| 15      | 39  | Luis Salom         | Aprilia     | 23      | +54.243   | 21       | 1    |
| 16      | 45  | Scott Redding      | Aprilia     | 23      | +54.332   | 24       |      |
| 17      | 53  | Jasper Iwema       | Honda       | 23      | +1:02.994 | 25       |      |
| 18      | 42  | Alberto Moncayo    | Aprilia     | 23      | +1:03.054 | 23       |      |
| 19      | 50  | Sturla Fagerhaug   | KTM         | 23      | +1:03.061 | 27       |      |
| 20      | 43  | Johnny Rosell      | Aprilia     | 23      | +1:24.171 | 31       |      |
| 21      | 70  | Jakub Jantulík     | Aprilia     | 23      | +1:37.379 | 33       |      |
| 22      | 10  | Luca Vitali        | Aprilia     | 23      | +1:50.590 | 35       |      |
| 23      | 19  | Quentin Jacquet    | Aprilia     | 23      | +1:50.852 | 32       |      |
| 24      | 31  | Jordi Dalmau       | Honda       | 22      | +1 vuelta | 34       |      |
| 25      | 21  | Jakub Kornfeil     | Loncin      | 22      | +1 vuelta | 30       |      |
| Ret     | 99  | Danny Webb         | Aprilia     | 22      | Retirado  | 10       |      |
| Ret     | 88  | Michael Ranseder   | Aprilia     | 17      | Caída     | 20       |      |
| Ret     | 87  | Luca Marconi       | Aprilia     | 13      | Retirado  | 29       |      |
| Ret     | 93  | Marc Márquez       | KTM         | 12      | Caída     | 4        |      |
| Ret     | 24  | Simone Corsi       | Aprilia     | 9       | Caída     | 8        |      |
| Ret     | 18  | Nicolás Terol      | Aprilia     | 8       | Retirado  | 6        |      |
| Ret     | 7   | Efrén Vázquez      | Derbi       | 7       | Caída     | 12       |      |
| Ret     | 16  | Cameron Beaubier   | KTM         | 4       | Caída     | 26       |      |
| Ret     | 71  | Tomoyoshi Koyama   | Loncin      | 3       | Retirado  | 28       |      |
| Ret     | 29  | Andrea Iannone     | Aprilia     | 2       | Caída     | 9        |      |
| Fuente: |     |                    |             |         |           |          |      |